# 坂総合病院
坂総合病院（さかそうごうびょういん）は、公益財団法人宮城厚生協会が運営する宮城県塩竈市にある病院である。宮城県災害拠点病院に指定されている。

## 沿革
(この節の出典)
- 1912年 - 私立塩釜病院として開院
- 1937年 - 「坂病院」に名称変更
- 1950年 - 財団法人となる
- 1953年 - 全日本民主医療機関連合会に加盟
- 1970年 - 総合病院の認可を受ける
- 2005年 - 坂総合病院新築移転
- 2013年 - 公益財団法人認定

## 診療科目
- 内科
- 外科
- 産婦人科
- 循環器内科
- 整形外科
- 放射線科
- 総合診療科
- 形成外科
- 眼科
- 呼吸器科
- 泌尿器科
- 耳鼻咽喉科

- 消化器科
- 心臓血管外科
- 漢方科
- 糖尿病代謝科
- 脳神経外科
- 皮膚科
- 精神科
- 麻酔科
- 救急科
- リハビリテーション科
- 小児科
- 緩和ケア科
- 病理部

## 医療機関の指定等
(この節の出典)
- 保険医療機関
- 特定感染症指定医療機関
- 第二種感染症指定医療機関
- 労災保険指定医療機関
- 母体保護法指定医の配置されている医療機関
- 指定自立支援医療機関（更生医療）
- 地域医療支援病院
- 身体障害者福祉法指定医の配置されている医療機関
- 災害拠点病院
- 精神保健指定医の配置されている医療機関
- 臨床研修病院
- 生活保護法指定医療機関(中国残留邦人等の円滑な帰国の促進並びに永住帰国した中国残留邦人等及び特定配偶者の自立の支援に関する法律（平成６年法律第30号）に基づく指定医療機関を含む。)
- 特定疾患治療研究事業委託医療機関
- 結核指定医療機関
- DPC対象病院
- 原子爆弾被害者医療指定医療機関
- 原子爆弾被害者一般疾病医療取扱医療機関
- 無料低額診療事業実施医療機関
- NPO法人卒後臨床研修評価機構認定病院[4]
- 公益財団法人日本医療機能評価機構認定病院[5]
- このほか、各種法令による指定・認定病院であるとともに、各学会の認定施設でもある。

## 院内設備
- 七十七銀行 坂総合病院出張所

## 特徴
- 病院の理念により、差額ベッド料（個室料）を徴収していない[6]。

## 関連施設
- 公益財団法人宮城厚生協会 - 当院運営法人。
- 長町病院 - 公益財団法人宮城厚生協会が設置。(仙台市太白区)
- 泉病院 - 公益財団法人宮城厚生協会が設置。（仙台市泉区）
- 古川民主病院 - 公益財団法人宮城厚生協会が設置。(大崎市)

## 交通
- JR仙石線「下馬駅」徒歩1分

## 周辺
- 下馬みどり保育園
- 赤石病院